# 善光寺平用水
善光寺平用水 (ぜんこうじだいらようすい) は、善光寺平土地改良区の管轄下にある長野県長野市の用水路群。
裾花川と犀川から取水し、長野盆地の犀川左岸を潤す。受益面積は裾花川水系306.71haと犀川水系682.41ha。疏水百選に選出されている。

## 地理
裾花川水系は、長野市西長野の裾花川左岸にある里島発電所放水路に設けた里島頭首工から取水し、裾花幹線導水路によって諸用水に給水する。裾花幹線導水路は妻科で鐘鋳堰と安茂里用水を分水し、長野県庁舎付近の大口分水工で八幡・山王堰に給水する。犀川水系は、犀川左岸にある小田切発電所放水路末端に設けた犀川頭首工から取水し、犀川幹線導水路によって諸用水に給水する。久保寺用水、小市用水、四ヶ郷用水を分水し、八幡・山王堰に補水する。裾花川右岸に善光寺平用水の北限をなす鐘鋳堰、長野市街地から長沼地域までを広範に潤す八幡・山王堰が流れている。

## 施設

### 頭首工
- 里島頭首工 - 取水門1門、鉄筋コンクリート製。善光寺川中島平農業水利改良事業により昭和37年完成。裾花川右岸、里島発電所放水口にある。裾花水系は主にこの頭首工から取水する。
- 裾花頭首工 - 堰堤式鉄筋コンクリート製、取水門2門。善光寺平農業水利改良事業により昭和10年完成。裾花川左岸にある。里島頭首工の完成にともなって同頭首工の予備役に就いたため、平時は使用されていない。
- 犀川頭首工 - 取水門1門、鉄筋コンクリート製。善光寺川中島平農業水利改良事業により昭和30年完成。犀川左岸、小田切発電所放水口にある。善光寺川中島平土地改良区連合の管理下にあり、川中島平土地改良区との共用である

### 幹線水路
- 裾花幹線導水路 - 里島頭首工から八幡・山王堰を分水する大口分水工までの幹線水路。総延1.314km。
- 幹線隧道工 - 犀川頭首工から左岸幹線導水路までの幹線水路。暗渠。善光寺川中島平土地改良区連合の管理下にある。総延長0.875km。
- 左岸幹線導水路 - 幹線隧道工から犀川幹線導水路までの幹線水路。暗渠。総延長0.144km。
- 犀川幹線導水路 - 左岸幹線導水路から北八幡堰までの幹線水路。裾花川を逆サイフォンで横断する。総延長4.606km。
- 四ヶ郷導水路 - 犀川右岸で犀川幹線導水路から分水し、逆サイフォンで裾花川を横断して四ヶ郷用水に接続する。総延長2.564km。

### 主要分水路
- 鐘鋳堰
- 八幡・山王堰

## 歴史
鐘鋳堰や八幡堰は平安時代初期の条里制施行に伴い裾花川の旧流や末流を利用してその原型が開削されたと考えられている。中世にかけて荘園領主や国人層による荘園開発が進み、既存の用水の整備改良のほか六ヶ郷用水や山王堰などの開削が進められた。近世はじめに四ヶ郷用水や久保寺用水が開削され、現在の用水体系がほぼ完成した。各用水路を利用する村々は堰守を頂点とし関係する村々から出される用水惣代で構成される堰組合 (用水組合) を中心として、用水全体の管理運営を担った。裾花川を取水元とする用水では簗手と呼ばれる堰で堰き止めて取水する手法がなされ、恒久的な取水口は設置されなかった。
明治時代に入っても江戸時代以来の運営体制にほとんど変わりがなかった。
1921年（大正10年）頃には裾花川のみでは水量に限界があるとして、地域内の水源や犀川水利の研究が進められていた。1924年（大正13年）に大旱魃が発生し裾花川の水量も低下したため、鐘鋳堰組合と八幡・山王堰組合とで水争いが発生し、裾花川水利の改善の必要性が明らかとなった。両用水組合の対立は1930年（昭和5年）まで続いた。
1928年（昭和3年）、善光寺平の農業用水を根本的に改良する目的で善光寺平農業水利改良期成同盟会が設置され、昭和5年に善光寺平耕地整理組合（1951年（昭和26年）から土地改良区法の施行に伴い現在の善光寺平土地改良区に改称。）に改称して善光寺平土地改良事業が国の補助を受けて1932年（昭和7年）から4年間行われた。
第一期工事と第二期工事でそれぞれ犀川幹線導水路と裾花幹線導水路の設置が進められた。犀川幹線導水路は頭首工を犀川左岸の安茂里小市に設け、久保寺用水に分水した後に裾花川を逆サイフォンで通過し、八幡・山王堰の主要用水に分水した。裾花幹線導水路は裾花川左右岸にあった鐘鋳川と八幡・山王堰、安茂里の小柴見堰・安茂里堰・市ノ口堰・米村堰の取水口を鉄筋コンクリート製の裾花頭首工に統一しそれぞれに供給する目的であった。鐘鋳分水工で鐘鋳堰、安茂里分水工で安茂里四堰に連絡する安茂里堰、大口分水工で八幡・山王堰に分水するように改良された。第一期・第二期工事を含めて、工費は総額84万5000円余であった。この事業により善光寺平の農業用水に飛躍的な安定がもたらされた。
戦後、川中島平の用水を含めた農業用水の改良が検討される中で小田切発電所の建設が具体化し、これと並行する形で1953年（昭和28年）から昭和40年にかけて県営善光寺平川中島平農業水利改良事業が行われた。善光寺平用水関係では、小田切発電所放水路への犀川幹線導水路の取水口設置とそれに伴う犀川幹線の延長、裾花頭首工の全面改修が計画されたが、着工後の1957年（昭和32年）に農林水産省から計画変更の指示があり、裾花頭首工は非常用に変更し里島頭首工が設置された。また、1962年（昭和37年）に善光寺平土地改良区に合併した四ヶ郷用水についても犀川幹線導水路から分水する四ヶ郷用水幹線導水路が設置された。こうして犀川を水源とする農業用水は、左右岸の統一した計画のもと安定した水量を得られるようになった。
また八幡・山王堰や四ヶ郷用水、浅川末流の排水改善を目的として1963年（昭和38年）から1970年までに国営長野平農業水利改良事業が行われ、4カ所の排水機場と6本の幹線排水路のほか、並行して進められた県営事業により幹線排水路に接続する排水路が設置された。
2001年（平成13年）から2011年までに老朽化した幹線導水路や逆勾配の解消を目的とした県営かんがい排水事業善光寺平地区が行われたが、この際にゲンジボタルの生息が確認された。産卵地とされた裾花幹線導水路の県庁付近は、護岸や河床について部分的にゲンジボタルを含めた水棲生物に配慮した工法が取られている。
2006年（平成18年）には農林水産省により、市街地を通り受益地に至る特異性やホタルの生息とそれに関わる地域活動などが評価され「疏水百選」に選定された。